# Dembowski (månekrater)
Dembowski er et nedslagskrater på Månen. Det befinder sig sydøst for Sinus Medii på Månens forside og er opkaldt efter den italienske astronom Ercole Dembowski (1815 – 1881).
Navnet blev officielt tildelt af den Internationale Astronomiske Union (IAU) i 1935.

## Omgivelser
Øst for Dembowskikrateret ligger Agrippa- og Godinkraterne, og mod sydvest ligger Rhaeticuskrateret.

## Karakteristika
Bunden af Dembowski er dækket af en lavastrøm, som har udslettet den østlige halvdel af kraterets rand og kun efterladt en lille forhøjning i overfladen, hvor den ydre væg engang lå. Den tilbageværende vestlige halvdel af randen er af polygonal form, og de to ender er nedbrudt og danner forhøjninger i overfladen. Strømmen af basaltisk lava ser ud til at have nået krateret gennem en uregelmæssig kanal, som løber i sydlig retning fra Sinus Medii.

## Satellitkratere
De kratere, som kaldes satellitter, er små kratere beliggende i eller nær hovedkrateret. Deres dannelse er sædvanligvis sket uafhængigt af dette, men de får samme navn som hovedkrateret med tilføjelse af et stort bogstav. På kort over Månen er det en konvention at identificere dem ved at placere dette bogstav på den side af satellitkraterets midte, som ligger nærmest hovedkrateret. Dembowskikrateret har følgende satellitkratere:
| Dembowski | Længde | Bredde | Diameter |
| --------- | ------ | ------ | -------- |
| A         | 3,0° N | 6,5° Ø | 6 km     |
| B         | 2,5° N | 6,2° Ø | 7 km     |
| C         | 2,1° N | 7,4° Ø | 16 km    |

## Måneatlas
- Billeder af Dembowskikrateret i LPI-måneatlasset